# Pantopipetta oculata
Pantopipetta oculata is een zeespin uit de familie Austrodecidae. De soort behoort tot het geslacht Pantopipetta. Pantopipetta oculata werd in 1968 voor het eerst wetenschappelijk beschreven door Stock. 